# 箱根ヶ崎村
箱根ヶ崎村（はこねがさきむら）とは、神奈川県、東京府西多摩郡にかつて存在した村である。現在の瑞穂町の中部に位置する。瑞穂町の地名として現存する。

## 歴史

### 沿革
- 1889年（明治22年）4月1日 - 町村制の施行に伴い、神奈川県西多摩郡箱根ヶ崎村、石畑村、殿ヶ谷村、長岡村が町村組合を結成し、箱根ヶ崎村外三ヶ村組合が発足。
- 1893年（明治26年）4月1日 - 東京府へ移管。
- 1940年（昭和15年）11月10日 - 箱根ヶ崎村外三ヶ村組合を廃止。各村が合併して瑞穂町を新設。同日箱根ヶ崎村廃止。

## 交通

### 鉄道路線
- 鉄道省（現JR東日本）
  - 八高線 - 箱根ケ崎駅

### 道路
- 千人同心街道（現 町道4号線・東京都道219号狭山下宮寺線）